# Ероти
Ероти (грч. ἔρωτες) су у грчкој митологији били богови љубави.

## Митологија
Ероти су били крилата божанства, умножени примарни Ерос. Њихов број је варирао. Хесиод је их набројао свега два; Ероса (љубав) и Химероса (жеља). Они су присуствовали рођењу Афродите. Каснији аутори су додали и трећег, Потоса (страст), како би се добила уређена тријада. Такође су се помињали близанци Ероти, Ерос и Антерос, који је оличавао узвраћену љубав. Касније су их лиричари мултиплицирали у већи број духова налик малим крилатим анђелима. Они су били имагинација песника, без издвојене митологије за било кога од њих. Према Овидију, Пиндару, Есхилу и другим ауторима, њихова мајка је била Афродита, док их је Филострат сматрао децом нимфи. Помиње се и да нису имали родитеље.

## Уметност
На грчким вазама приказивани су као крилати младићи или деца. На ранијим радовима, приказивани су као минијатурни младићи, да би на каснијим, посебно мозаицима, били приказивани као крилате бебе. Као мотиви су коришћени и на другим предметима, па су тако златни Ероти били украс на зеленом балдахину који је подизан над ложницом припремљеном за празник Адоније.

## Списак Ерота
Следи списак ових бића:
- Антерос
- Ерос
- Ерос (Фанес)
- Потос
- Хедилог(ос)
- Хермафродит
- Химен
- Химер(ос)